# Luís, Conde de Trani
Luís, Conde de Trani (em italiano: Luigi Maria di Borbone-Due Sicilie; Nápoles, 1 de agosto de 1838 — Paris, 8 de junho de 1886), foi um Príncipe das Duas Sicílias, Conde de Trani e Herdeiro presuntivo do Reino das Duas Sicílias desde a morte de seu pai, o rei Fernando II em 1859, até sua própria morte em 1886.

## Infância e Juventude
O príncipe Luís foi é o primeiro filho do segundo casamento do rei Fernando II das Duas Sicílias, viúvo da princesa Maria Cristina de Saboia, com a arquiduquesa Maria Teresa da Áustria do ramo de Teschen.
De seu primeiro casamento, o rei teve um filho Francisco, Duque da Calábria nascido em 1836. A rainha Maria Teresa é uma segunda mãe para o príncipe herdeiro, enquanto regularmente dá outros filhos à coroa. Os irmãos terão 13 filhos, alguns dos quais morrem ainda criança.
Animado, alegre e amante das mulheres, divertiu-se com os irmãos Afonso e Caetano para combinar brincadeiras pesadas contra os senhores da corte. Quando sua cunhada Maria Sofia da Baviera chegou a Nápoles, esposa de seu meio-irmão Francisco, herdeiro do trono, ela também se tornou parte do grupo alegre. Até mesmo seu pai Fernando tinha um caráter alegre e irônico e se comportava com seus filhos como qualquer pai de família carinhoso e atencioso.
Já sua mãe Maria Teresa era sombria e desconfiada de estranhos, mas muito terna e muito apegada à sua numerosa prole. À vida na corte e às festas, preferia a tranquilidade dos seus aposentos onde se dedicava a cuidar dos filhos. Embora ela também tenha declarado sua afeição maternal por seu enteado Francisco, na realidade ela aspirava colocar seu filho mais velho no trono. Quando Francisco já era rei, ela também tentou organizar um complô para demitir seu enteado, mas o plano, descoberto, não se concretizou.

### Herdeiro do trono
Seu meio-irmão, Francisco II, tornou-se rei em 1859, mas não deixou filhos sobreviventes, tornando Luís seu herdeiro presuntivo.
Ele lutou na linha de frente ao lado de Francisco II e Afonso na batalha entre Cápua e Gaeta para repelir o exército Garibaldi. Pela coragem demonstrada durante a defesa de Gaeta teria recebido a cruz de cavaleiro da Ordem de Maria Teresa. No final, no entanto, às 7 horas da manhã de 14 de fevereiro de 1861, ele teve que deixar o sitiado Gaeta e seu reino para sempre junto com os últimos governantes das Duas Sicílias.
Antes de partir, porém, os dois irmãos tiveram uma violenta discussão, pois Luís era da opinião de que era necessário continuar lutando até o fim.
Contudo, o reino das Duas Sicílias foi conquistado pela Expedição dos Mil, sob o comando de Giuseppe Garibaldi, em 1861. Mesmo assim, Luís continuou sendo o herdeiro da chefia da deposta casa real.

## Casamento e descendência
Em 5 de junho de 1861, em Munique, ele se casou com a duquesa Matilda Luísa da Baviera, sétimo filho do duque Maximiliano José da Baviera, membro de uma linhagem de cadetes da Casa de Wittelsbach, e da princesa Luísa Guilhermina da Baviera, filha do rei Maximiliano I José da Baviera. O casamento foi realmente organizado à mesa, antes mesmo da queda do reino das Duas Sicílias, por Maria Sofia da Baviera e sua outra irmã Sissi, imperatriz da Áustria.
Para a ocasião, o rei da Baviera homenageou Luís com a mais alta honra da corte: a ordem de São Huberto.
Porém, a união com Matilde não foi absolutamente feliz. A sua mulher, para se consolar, teve alguns amantes, sendo o mais conhecido deles Bermudez de Castro.
O casal tinha apenas uma filha:
- Maria Teresa de Bourbon-Duas Sicílias (1867-1909) Casou-se com o príncipe Guilherme de Hohenzollern-Sigmaringen, com descendência incluído Augusta Vitória de Hohenzollern-Sigmaringen, casada com o último e deposto rei Manuel II de Portugal.

## Morte
Jovem, porém, já sofria de Esclerose Múltipla desde da infância, doença que a levou à morte.
Com a mente nublada pelo álcool e com a consciência da inutilidade de sua vida, ele decidiu encerrá-la se jogando no lago Zug, perto de Zurique, em 1878. Outras fontes relatam que ele morreu de doença em Paris em 8 de junho 1886. O motivo desta confusão talvez seja o fato de que o suicídio não teria permitido a celebração da missa fúnebre e teria sido um escândalo, visto que era cunhado do imperador Francisco José.